# Тесла модел Y
Тесла модел Y (енгл. Tesla Model Y) електрични je кросовер аутомобил који производи америчка компанија Тесла од 2020. године.

## Историјат
Представљен је марта 2019. године као компактна СУВ верзија модела 3, а производња је започела у фабрици у Фримонту, у Калифорнији, јануара 2020. године, док се испоруке врше од 13. марта 2020. године. Заснован је на платформи лимузине модел 3, са којим дели много компоненти.
Опционо, може да се опреми са 7 седишта у три реда. Сваки модел Y има панорамски стаклени кров, са филтерима за инфрацрвено и УВ зрачење. Изглед унутрашњости је скоро исти као у моделу 3.
Постоје четири погонска агрегата за модел Y: стандардни домет, дуги домет, дуги домет са двоструким електромотором на свим точковима и перформанс. Домет је од 370 км до 509 км у зависности од пакета опреме и време 0–100 km/h од 3,7 секунди за перформанс пакет. Почетна цена је од 39.000 долара са стандардним дометом, затим 48.000, 52.990 долара и 60.990 долара за перформанс.
Модел Y је други кросовер у гами и испуњава сегмент мање величине у односу на већи модел икс.
Иако се компанија похвалила да је серијска производња почела пре зацртаног рока, дошло је до првих примедби. Како је компанија последњих године повећела обим производње, проблем се јавља у контроли квалитета готових возила. Већина примедби је естетске природе и односи се на лош квалитет фарбе, са пуно мањих огреботина и трунки прашине заробљених у лаку, а било је примедби и на неједнаке зазоре између панела каросерије.

## Мотори
|                               | Стандардни домет                                                                   | Дуги домет (ДД)                                                                    | ДД са два мотора                                                                   | Перформанс                                                                         |
| ----------------------------- | ---------------------------------------------------------------------------------- | ---------------------------------------------------------------------------------- | ---------------------------------------------------------------------------------- | ---------------------------------------------------------------------------------- |
| Батерија                      | 50 kWh                                                                             | 75 kWh                                                                             | 75 kWh                                                                             | 75 kWh                                                                             |
| Погон                         | на задњим точковима (RWD)                                                          | на задњим точковима (RWD)                                                          | на сва четири точка (AWD)                                                          | на сва четири точка (AWD)                                                          |
| Основна цена (за тржиште САД) | 39.000 USD                                                                         | 48.000 USD                                                                         | 52.990 USD                                                                         | 60.990 USD                                                                         |
| Домет (EПA)                   | 370 km (230 mi)                                                                    | 483 km (300 mi)                                                                    | 509 km (316 mi)                                                                    | 507 km (315 mi)                                                                    |
| Домет (WLTP)                  | 389 km (242 mi)                                                                    | 541 km (336 mi)                                                                    | 505 km (314 mi)                                                                    | 480 km (300 mi)                                                                    |
| Убрзање 0–60 mph (0–97 km/h)  | 5,9 секунди                                                                        | 5,5 секунди                                                                        | 4,8 секунди                                                                        | 3,5 секунди                                                                        |
| Максимална брзина             | 193 km/h (120 mph)                                                                 | 209 km/h (130 mph)                                                                 | 217 km/h (135 mph)                                                                 | 233 km/h (145 mph)                                                                 |
| Испоруке (у САД)              | пролеће 2021. год.                                                                 | још није у плану                                                                   | март 2020 год.                                                                     | март 2020 год.                                                                     |
| Коефицијент отпора ваздуха    | 0,23                                                                               | 0,23                                                                               | 0,23                                                                               | 0,23                                                                               |
| Пртљажни простор              | 1.926 литара, максимална запремина са обореним задњим седиштима + предњи пртљажник | 1.926 литара, максимална запремина са обореним задњим седиштима + предњи пртљажник | 1.926 литара, максимална запремина са обореним задњим седиштима + предњи пртљажник | 1.926 литара, максимална запремина са обореним задњим седиштима + предњи пртљажник |